# Nanorod

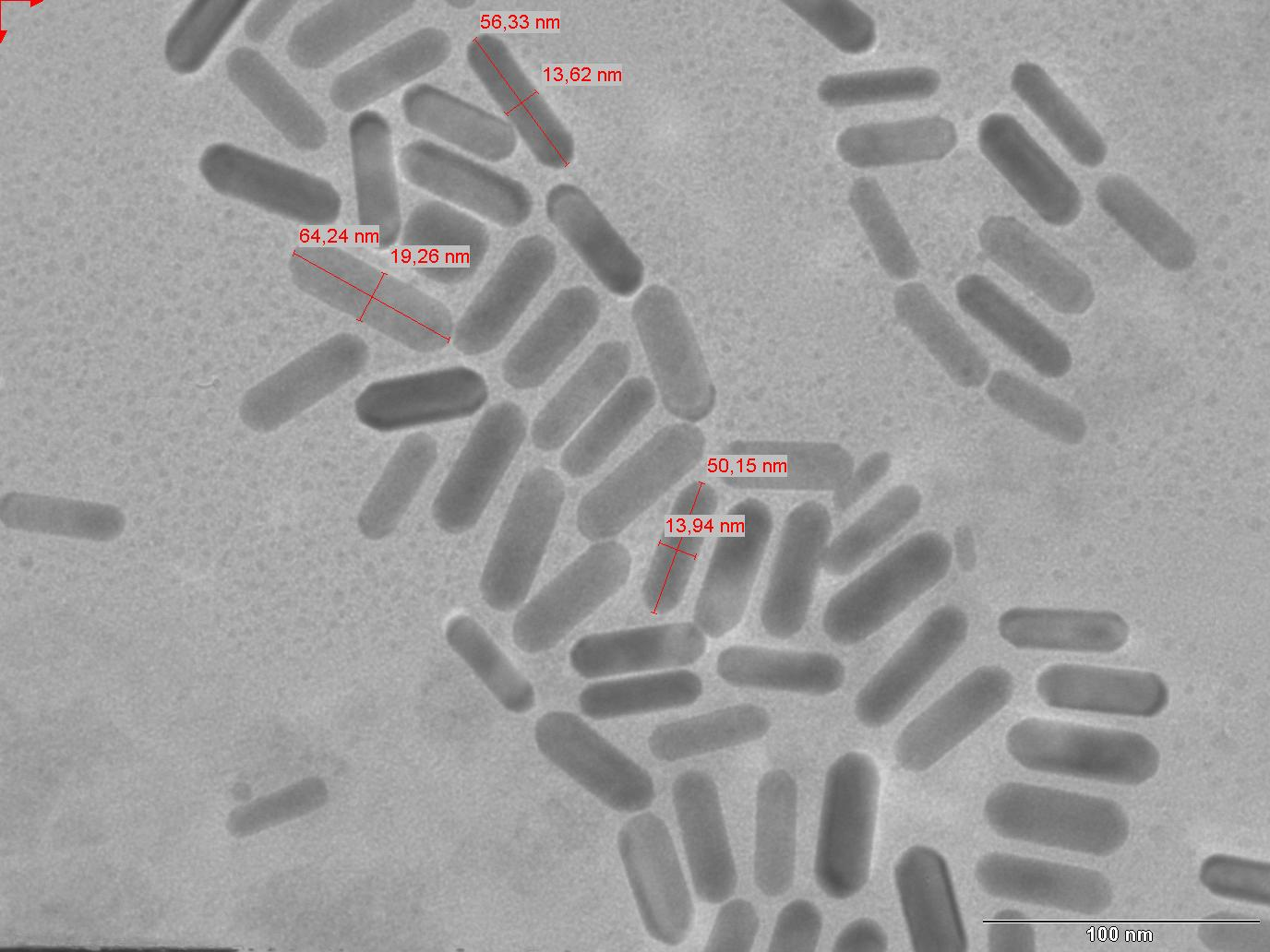
Nanorod de oro por microscopio electrónico

En nanotecnología, los nanorods son una morfología de objetos a nanoescala. Cada cual de su gama de dimensiones de 1–100 nm. Pueden sintetizar a partir de metales o materiales semiconductores. Las relaciones de aspecto estándar (la longitud dividida por ancho) es 3-5. Los nanorods se producen por síntesis química directa. Una combinación de ligandos actúa como agentes de control de forma y se une a diferentes facetas del nanorod con diferentes fuerzas. Esto permite que diferentes caras del nanorod crezcan a diferentes velocidades, produciendo un objeto alargado. 
Una aplicación potencial de los nanorods es en las tecnologías de visualización, porque la reflectividad de las varillas se puede cambiar mediante el intercambio de su orientación con un campo eléctrico aplicado. Otra aplicación es para sistemas microelectromecánicos (MEMS). Los nanorods, junto con otras nanopartículas de metales nobles, también funcionan como agentes de diagnóstico. Los nanorods se absorben en el IR cercano y generar calor cuando se excitan con la luz IR. Esta propiedad ha llevado al uso de nanorods como terapia contra el cáncer. Los nanorods se pueden conjugar con motivos dirigidos a tumores e ingerirse. cuando un paciente se expone a la luz IR (que pasa a través del tejido corporal), los nanorods captados selectivamente por las células tumorales se calientan localmente, destruyendo solo el tejido canceroso y dejando intactas las células sanas. 
Los nanorods basados en materiales semiconductores también se han investigado para su aplicación como dispositivos de recolección de energía y de emisión de luz. En 2006, Ramanathan et al. demostró fotoluminiscencia sintonizable mediada por campo eléctrico de nanorods de ZnO, con potencial para su aplicación como nuevas fuentes de radiación ultravioleta cercana. 

## Síntesis

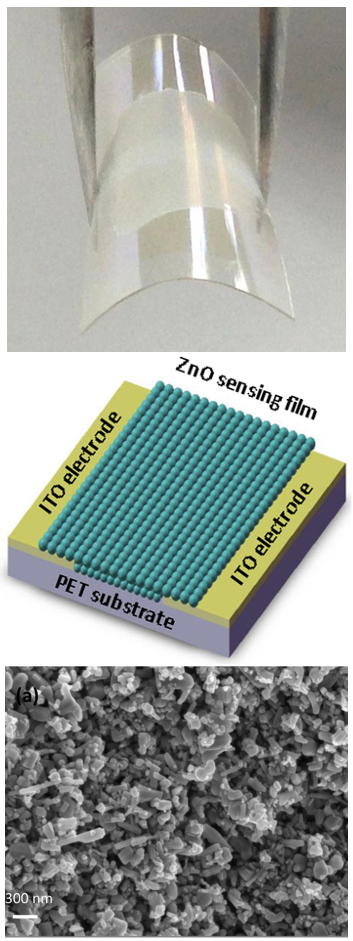
Sensor de gas (etanol), basado en nanorods de ZnO

### Nanorods de ZnO
El nanorod de Óxido de zinc (ZnO) , también conocido como nanohilo, tiene una energía de banda prohibida de 3.37 eV, el cual es similar a la de GaN, y tiene una energía de unión de excitación de 60 meV. El intervalo de banda óptico del nanorod de ZnO se puede ajustar cambiando la morfología, composición, tamaño etc. En los últimos años, los nanorods de ZnO se han utilizado intensamente para fabricar dispositivos electrónicos a nanoescala, incluidos transistores de efecto del campo, ultravioleta fotodetector, diodo Schottky , y un ultra-diodo emisor de luz brillante (LED). Se han desarrollado varios métodos para fabricar el monocristal, wurtzita ZnO nanorods. Entre esos métodos, crecer desde la fase de vapor es el enfoque más desarrollado. En un proceso de crecimiento típico, el vapor de ZnO se condensa en un sustrato sólido.  El vapor de ZnO se puede generar mediante tres métodos: evaporación térmica, reducción química, y el método Vapor-Líquido-Sólido (VLS) . En el método de evaporación térmica, el polvo comercial de ZnO se mezcla con SnO2 y se evaporó  calentando la mezcla en temperatura elevada. En el método de reducción química, vapor de zinc, generado por la reducción de ZnO, se transfiere a la zona de crecimiento, seguido por reoxidación a ZnO. El proceso VLS, originalmente propuesto en 1964, es el proceso más comúnmente utilizado para la sintetizar nanorods de ZnO monocristalino. En un proceso típico, las gotas catalíticas se depositan sobre el sustrato y las mezclas de los gases, incluyendo el vapor de Zn y una mezcla de CO/CO2, reaccionan en la interfaz catalizador-sustrato, seguido de la nucleación y crecimiento. Los catalizadores metálicos típicos incluyen oro, cobre, níquel, y estaño. Los nanohilos ZnO se cultivan epitaxialmente en el substrato y se ensamblan en matrices monocapa. La deposición de vapor químico metal-orgánico (MOCVD) también han desarrollado recientemente. No hay catalizador involucrado en este proceso y la temperatura de crecimiento es en 400 ~500 °C, es decir, condiciones considerablemente más suaves en comparación con el método tradicional de crecimiento de vapor. Además, los nanorods de óxido de metal (ZnO, CuO, Fe2O3, V2O5, entre otros) pueden fabricarse simplemente calentando el metal inicial en aire en un proceso de oxidación térmica. Por ejemplo, para hacer una alfombra "densa" de nanorods de CuO se descubrió que era suficiente para calentar la lámina de Cu en el aire a 420 °C. Además de estos esquemas de fabricación, los nanorods y los tubos de ZnO se pueden fabricar mediante la combinación de litografía UV profunda, grabado en seco , y deposición de capa atómica (ALD).

### Nanorods de oro
El método de crecimiento mediado por semillas es el método más común y logrado para sintetizar nanorods de oro de calidad alta. Un protocolo de crecimiento típico implica la adición de nanoesferas con cubierta de citrato, servidas como semillas, a la solución de crecimiento de HAuCl4 a granel. La solución de crecimiento se obtiene mediante la reducción de HAuCl4 con ácido ascórbico en la presencia de tensioactivo bromuro de cetiltrimetilamonio  (CTAB)  e iones de plata. Los nanorods más largos (hasta una proporción de aspecto de 25) puede obtenerse en ausencia de nitrato de plata mediante el uso de un procedimiento de adición de tres pasos.  En este protocolo, las semillas se agregan secuencialmente a la solución de crecimiento para controlar la tasa de deposición heterogénea y, por lo tanto, la tasa de crecimiento de cristal.
La desventaja de este método es la formación de nanoesferas de oro, que requieren separaciones y limpiezas no triviales. En una modificación de este método, el citrato de sodio se reemplaza con un estabilizador CTAB más fuerte en los procedimientos de nucleación y crecimiento. Otra mejora es introducir iones de plata a la solución de crecimiento, lo que da como resultado en nanorods de relaciones de aspecto inferiores de cinco con un rendimiento superior al 90% . La plata, con un potencial de reducción menor que el oro, puede reducirse en la superficie de las varillas para formar un monocapa por deposición de bajo potencial.  Aquí, la deposición de la plata compite con la del oro, retrasando así la tasa de crecimiento de facetas de cristal específicas, permitiendo un crecimiento unidireccional y formación de varillas. Otra deficiencia de este método es la alta toxicidad de CTAB. Se ha informado que los polímeros, como el Polietilenglicol (PEG), el recubrimiento hidrocloruro de polialilamina (PAH) , o las fibras dietéticas, como el quitosano, para desplazar el CTAB fuera de la superficie del nanorod sin afectar la estabilidad.

### Intercambio de catión
Intercambio de catión es una técnica convencional pero prometedora para la nueva síntesis de nanorod. Las transformaciones de intercambio del cationes en nanorods son cinéticamente favorables y a menudo conservan la forma. En Comparación con los sistemas de cristal a granel, el intercambio de catión de nanorods es un millón de veces más rápido debido a la gran área de superficie. Los nanorods existentes sirven como plantillas para hacer una variedad de nanorods que no son accesibles en la síntesis química húmeda tradicional. Además, se puede agregar la complejidad mediante la transformación parcial, haciendo heteroestructuras de nanorod.